# リカルド・リッコ
リカルド・リッコ（Riccardo Riccò、1983年9月1日- ）はイタリア・フォルミージネ出身の自転車ロードレース選手。2006年プロデビュー。「コブラ」の異名で呼ばれたクライマー。2008年ジロ・デ・イタリア新人賞などの実績があるが、その2008年に薬物使用が発覚し出場停止処分を受けた。2010年にプロ復帰した後もドーピングが発覚し、のちに永久追放処分を受けた。

## 経歴

### デビュー後の活躍
13歳で自転車競技を始め、2001年にイタリア国内選手権（ジュニア）のシクロクロス部門で優勝を果たし、2004年にはU-23イタリア国内選手権個人ロードレース部門で優勝。2005年もプロと一緒にUCIヨーロッパツアーのセッティマ・チクリスタ・ロンバルダを走ってステージ2勝し総合優勝するなど数々の実績を挙げる。
2006年にサウニエル・デュバル・プロディールとプロ契約を結びデビュー。この年早くもツール・ド・フランスに出場して総合98位。またジャパンカップでもルッジェーロ・マルツォーリを降して優勝した。
2007年はシーズン序盤から活躍。ティレーノ〜アドリアティコで総合12位に入ってポイント賞を獲得。春のクラシックレースでもたびたび上位に入り、好調なところを見せる。
ジロ・デ・イタリアにはジルベルト・シモーニのアシストとして出場し、最難関とされた第15ステージでチームメイトのレオナルド・ピエポリと逃げ切りを成功させ、グランツールで初勝利。総合6位、新人賞2位と大健闘した。
シーズン後半のジロ・ディ・ロンバルディアでも、ダミアーノ・クネゴに次ぐ2位に入り、最終的に2007年のUCIプロツアーで個人総合16位の成績を収めた。
2008年はチームエースとしてジロ・デ・イタリアに出場。落車による人差し指のケガや風邪などに苦しみながらもステージ2勝をあげて新人賞も獲得。優勝したアルベルト・コンタドールと最後まで総合成績争いを演じ、一時は4秒差まで迫る活躍で最終的に2位に入った。

同年のツール・ド・フランスでは、第6ステージでツールとして区間初勝利。さらにピレネー越え初ステージにあたる第9ステージでは、残り約33km地点から猛アタックをかけ、残り約20km地点でトップに躍り出てそのまま押し切るという力強いレースを見せ、2勝目を挙げた。

### ドーピング発覚と出場停止
ところが、同ツール中の第12ステージ直前、第4ステージ後のリッコの尿サンプルから禁止薬物CERAの陽性反応が検出されたことが、フランスアンチ・ドーピング機構により発表された。これを受け、7月17日リッコはフランス警察に逮捕され、レースから除外された。またこの一件の重大性にかんがみ、サウニエルドゥバル・スコットチームは当年のツール・ド・フランスからの撤退を決め、残りのチームメンバーも全員棄権を余儀なくされることとなった。逮捕の翌日サウニエル・ドゥバルはリッコを解雇した。
その後、イタリアオリンピック協会からリッコに対して2年間の出場停止処分が発表されたが、CASによって出場停止期間が2008年7月18日から2010年3月18日までの20ヶ月間に短縮された。

### レースへの復帰
出場停止が終了した2010年春、アイルランドのプロフェッショナルコンチネンタルチームであるチェラミカ・フラミニアと二年間契約を結び、プロ復帰を果たした。
4月に出場したジロ・デル・トレンティーノでは第2ステージで勝利、最終的に総合2位に入る活躍を見せ、7月にはオーストリア一周で二つの頂上ゴール山岳ステージを制し総合優勝を果たした。
しかし同年8月、チームがジロ・デ・イタリアに招待されなかったことを理由にフラミニアとの契約を破棄し、当時プロコンチネンタルチームであったオランダのヴァカンソレイユ・DCMへ2011年までの契約で移籍した。10月に出場したコッパ・サバティーニで移籍後初勝利を挙げた。

### 続く疑惑と再発覚
処分期間中の2010年1月に、パートナーであったヴァニア・ロッシ（元イタリアシクロクロスチャンピオン）にCERA陽性反応が発覚し、リッコがロッシとの関係を中断したことを発表する事態となった。
またヴァカンソレイユ移籍後の2010年9月、イタリア当局によるドーピング一斉捜査が行われ、フラミニア時代の同僚でロッシの実兄でもあるエンリコ・ロッシが逮捕、リッコ自身も家宅捜索を受けた。
このように疑惑の目を向け続けられていた2011年2月、急性の腎機能障害を発症し病院に搬送され、「不適切な状態で自宅に保存してあった血液を自己輸血した」と入院先の医師に告白したと報じられた。
リッコは退院後これを否定したが、2011年3月末日限りでヴァカンソレイユ・DCMはリッコとの契約を打ち切った。
2011年6月、クロアチアのUCIコンチネンタルチームのメリディアナ・カメンと契約するが、同月イタリア自転車連盟およびイタリア五輪委員会により相次いで出場停止処分が言い渡された。
2012年4月19日、イタリア反ドーピング機関はリッコに12年間の出場停止処分を下した。
2020年12月にイタリア反ドーピング機関から永久追放処分を宣告された
。

## 人物
- 山岳ステージでの活躍からマルコ・パンターニの再来と言われることがあった。本人自身も「パンターニは自分のアイドルだ」と発言するなど、それを意識した発言や行動（山岳でハンドルバーの下を握ってのダンシングなど）が多かった。

- これまでレース前後に自信たっぷりの発言をしたり、他選手に対して厳しいコメントをするなど強気な性格が目立つが、2008年のジロ・デ・イタリア最終ステージ後のインタビューでは本人いわく「言いたいことはかなり我慢している」と述べている。

- 自転車競技を始める前には空手を習っており、茶帯の保持者である。

- ヴァニアとの間に長男アルベルトがある。

## エピソード
- プロ契約を結ぶ前の2005年にレース後の検査でヘマトクリット値が50％を超える数値だったことから、ドーピングの疑いがかけられプロデビューが怪しくなった。そのためUCIの本部があるローザンヌで血液検査を重ね、「身体的特性としてヘマトクリット値がもともと高い」ことが確認されてプロ転向が承認された。

## 主な戦歴

### グランツール
- ジロ・デ・イタリア 新人賞（2008年）

- 2007年　ジロ・デ・イタリア 総合6位　区間1勝
- 2008年　ジロ・デ・イタリア  総合2位　区間2勝

### ステージレース
- 2005年　セッティマ・チクリスタ・ロンバルダ 総合優勝
- 2007年　ティレーノ〜アドリアティコ ポイント賞　区間2勝
- 2010年　ジロ・デル・トレンティーノ 総合2位　区間1勝
- 2010年　オーストリア一周　総合優勝　区間2勝

### ワンデーレース
- ジャパンカップサイクルロードレース 優勝（2006年）
- アムステルゴールドレース 9位　 フレッシュ・ワロンヌ 5位　ジロ・ディ・ロンバルディア 2位（2007年）